# Venatrix tinfos
Venatrix tinfos là một loài nhện trong họ Lycosidae.
Loài này thuộc chi Venatrix. Venatrix tinfos được Volker W. Framenau miêu tả năm 2006.